# Miquel Gil
Miquel Gil (Catarroja, Valencia, 2 de noviembre de 1956) es un cantante de música popular, fue miembro del grupo folk Al Tall hasta 1984, posteriormente emprendió su carrera en solitario.

## Trayectoria artística
Después de dejar el grupo Al Tall, en 1986 formó parte del grupo Mare Internum, creado por Vicente Alonso para las "Trobades de Música del Mediterrani" de aquel año, junto con Pepe Cantó en la percusión, Maribel Crespo en el laúd y Vicent Sabater en los teclados, le acompañaron al Encuentro Nacional de Canción De Autor celebrado en Jaén: Miquel Gil ganó el primer premio, ex aequo con Javier Bergia. El nuevo grupo —rebautizado por consenso como Terminal Sur y con la incorporación de Joso Godofredo a la guitarra eléctrica— grabó un disco en 1987 en los estudios de Sabater y Gil: Viajero.

## Discografía

### Al Tall[2]
- Cançó popular (Edigsa, 1975)
- Deixeu que rode la roda (Edigsa, 1976)
- Posa vi, posa vi, posa vi... (Edigsa, 1978)
- Quan el mal ve d'Almansa... (PDI, 1979)
- Som de la pelitrúmpeli (Ànec, 1980)
- Cançons de la nostra Mediterrània (Ariola, 1982), con Maria del Mar Bonet
- Tocs i vares (Edigsa, 1983)
- 10 anys (PDI, 1984)
- Xarq al-Andalus (RTVE-Música, 1985), con Muluk el-Hwa

## Otros grupos
- Terminal Sur: Viajero (1988)[3]

## En solitario[4]
- Buscando tu olor (1997)
- Orgànic (2001)
- Katà (Galileo MC, 2004): segundo disco a efectos promocionales
- En concert (Galileo MC, 2006): con Savina Yannatou & Primavera en Salonico y la Orquestra Àrab de Barcelona
- Eixos (Temps Record, 2006): el primero producido por Borja Penalba y masterizado en los estudios Abbey Road
- Per Marcianes (Temps Record, 2011).
- En Picassent, senyores (2011).
- Geometries (Temps Record, 2019, Premios Ovidi Montllor, Mejor disco de folc)
- Arrel (2021), con Noèlia Llorens "Titana"
- Viatger (2024).